# 乞里迪别

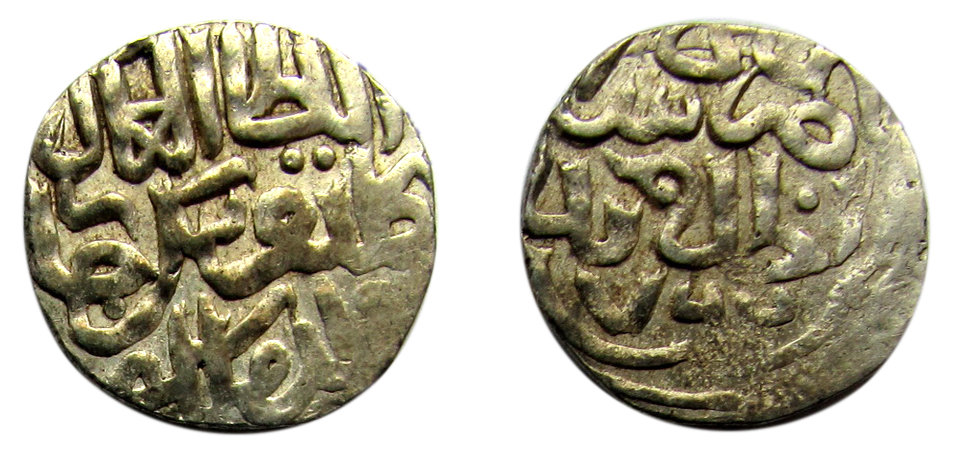
乞里迪别的钱币

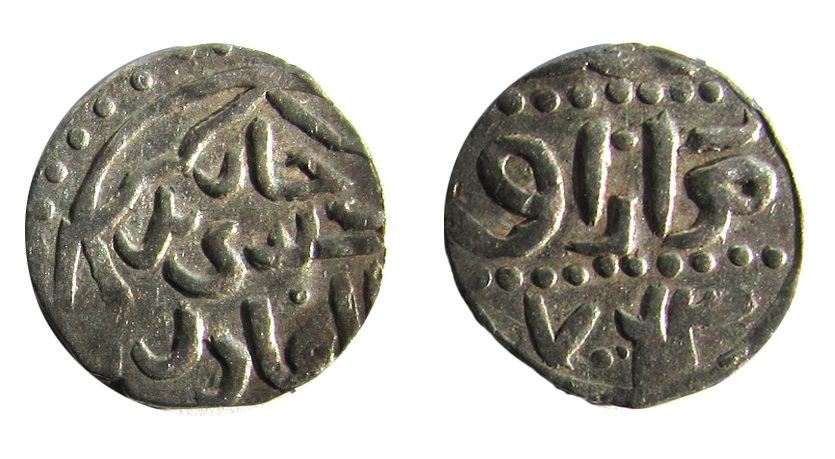
乞里迪别的钱币

乞里迪别（？—1362年），钦察汗国（金帐汗国）第十八任可汗，金帐汗国札尼别（术赤次子拔都的五世孙）的儿子。
1359年—1360年，札尼别的儿子别儿迪别、纳兀鲁斯、忽里纳争夺钦察汗国汗位。1361年，白帐汗国斡兒答（术赤长子）的后代乞迪兒、帖木儿火者父子乘机篡夺汗位，乞里迪别自称拔都后裔的正统继承汗位。别儿迪别的女婿马麦拥立札尼别的的兄弟奥都剌推翻帖木儿火者。1361年10月，乞里迪别推翻斡耳都灭里，与马麦竞争汗位。他在回历762年到763年铸有钱币。1362年9月，他和阿木剌（木鲁，斡耳答·洒黑的儿子，一说是乞迪兒的儿子）在伏尔加河两岸对峙，被阿木剌杀死。
| 前任： 斡耳都灭里 | 金帐汗国君主 1361年—1362年 | 繼任： 阿木剌 |